# Detective Chinatown 3
Detective Chinatown 3 (chino: 唐人街探案 3) es una película china de comedia y misterio de 2021 dirigida y escrita por Chen Sicheng, protagonizada por Wang Baoqiang y Liu Hao-ran. Es una secuela de Detective Chinatown 2 (2018) y es la tercera entrega de la serie Detective Chinatown. Fue lanzada el 12 de febrero de 2021.
La película estableció varios récords de taquilla, incluido el mayor fin de semana de estreno en un solo territorio. Con una recaudación de más de $702 millones, es la Anexo:Cine en 2021 quinta película no inglesa más alta de todos los tiempos.

## Argumento
Tras los sucesos de Bangkok y Nueva York, Tang Ren y Qin Feng son invitados a Tokio para investigar otro crimen que se ha producido allí, lo que da lugar a una batalla entre los detectives más fuertes de Asia. La película comienza con Tang y Qin en el avión comiendo comida basura y Tang necesita ir al baño. Más tarde, le acompañan a conocer al presunto asesino del Don, que se declara inocente. Tras examinar el cadáver, Tang encontró un pinchazo de aguja en el cuerpo de la víctima, del que no se informó en el informe de la autopsia. Además, utilizó un estimulador visual de los cristales rotos y encontró el cristal que faltaba en el coche del Don asesinado. Tang convence al juez de que Anna había cometido el asesinato mostrando el arma homicida y examinando las imágenes de las cámaras de seguridad. Anna era la hija del presunto asesino, que la abandonó a ella y a su madre en sus peores momentos. Impulsada por la venganza de los sufrimientos y la muerte de su madre, Anna planeó hacer sufrir a su padre, haciéndole sospechoso del asesinato que ella había cometido. La película termina con todos los detectives de la aplicación de investigación unidos contra Q, que resultó ser un grupo de individuos con un alto coeficiente intelectual, que planeaban destruir los sistemas establecidos del mundo.

## Reparto
- Wang Baoqiang como Tang Ren (Chino: 唐仁)
- Liu Hao-ran como Qin Feng (Chino: 秦风)
- Satoshi Tsumabuki como Hiroshi Noda
- Tony Jaa como Jack Jaa
- Masami Nagasawa como Kobayashi Anna
- Zhang Zifeng como Snow
- Xiao Yang como Song Yi
- Shang Yuxian como Kiko
- Honami Suzuki
- Tadanobu Asano
- Tomokazu Miura
- Shōta Sometani
- Cheng Xiao
- Chen Zheyuan

## Estreno
La película se planeó inicialmente para su lanzamiento en China para el Año Nuevo chino 2020, pero su lanzamiento en China se pospuso debido a la pandemia de COVID-19 en China. La película fue reprogramada y lanzada el 12 de febrero de 2021.

## Recepción

### Taquilla
Detective Chinatown 3 ganó 673 millones de yuanes (104 millones de dólares) en boletos anticipados para su día de apertura y 950 millones de yuanes ($147 millones) para su primera semana, la cantidad más alta en China venciendo a Avengers: Endgame ($95.5 millones) y resultando en una proyección. fin de semana de apertura de más de $200 millones. La película recaudó $163 millones (RMB 1.05 mil millones) en su primer día de estreno, el día de estreno más grande en la historia mundial (superando los $157 millones de Endgame en Norteamérica) y empujando las proyecciones de fin de semana a $400 millones. La película terminó debutando con 2560 millones de RMB (398 millones de dólares), convirtiéndose en el fin de semana de estreno más grande de la historia en un solo territorio (superando los 357 millones de dólares de Endgame en abril de 2019). La película recaudó más de $424 millones en su primer fin de semana, lo que la convierte en la novena apertura más taquillera de una película. Al final de su segundo fin de semana, la película tenía un total acumulado de 4360 millones de RMB ($673 millones), lo que la convierte en la segunda película más taquillera de 2021 y la quinta película no inglesa más taquillera de todos los tiempos.

### Crítica
Peter Bradshaw de The Guardian le dio a la película 3/5 estrellas, llamándola "más acción de payasadas sin restricciones". Todd McCarthy, de Deadline Hollywood, fue menos favorable y escribió: "A pesar de sus enormes números de taquilla, tengo que calificar a Detective Chinatown 3 como una especie de decepción después de las dos primeras entradas estridentes y atractivas". John Berra de Screen International dio a la película una crítica favorable, escribiendo que "irradia una locura intensificada que es muy bienvenida en el panorama de franquicias en gran parte homogeneizado de hoy" y "es un éxito de taquilla increíblemente colorido, sin escatimar gastos".
Las audiencias chinas de Maoyan le dieron a la película un 8.8/10, mientras que las de Douban le dieron una puntuación media de 5.6.